# Martin Strolz
Martin Strolz (* 16. Februar 1932 in Lech, Vorarlberg; † 4. August 1994 ebenda) war ein österreichischer Skirennläufer. Er gewann in den 1950er-Jahren zahlreiche internationale Rennen und wurde 1954 Vizeweltmeister in der Abfahrt.

## Biografie
Strolz begann kriegsbedingt erst im Alter von 14 Jahren mit dem Skisport. Er zeigte von Beginn an großes Talent, wurde 1950 Österreichischer Juniorenmeister in der Kombination und 1951 im Riesenslalom und in der Abfahrt. Im Winter 1952 gewann Strolz die Riesenslaloms in Davos, St. Anton und Innsbruck sowie die Abfahrten in Tschagguns und beim Parsenn-Derby. Im nächsten Jahr belegte der Vorarlberger mehrere Podestplätze, unter anderem in Abfahrt und Kombination von Wengen, und gegen Saisonende gewann er in Åre den Slalom, die Abfahrt und die Kombination.
Im Winter 1954 siegte Strolz im Zürser See-Riesenslalom, kam in Wengen wieder in der Abfahrt (Rang 2 mit Nr. 19!) und der Kombination (Rang 3) auf das Podest ebenso wie mit Rang 3 in der Kombination beim Montafon-Rennen von Schruns und der Abfahrt in Oppdal. Seinen größten Erfolg feierte er bei den Weltmeisterschaften 1954 im schwedischen Åre. Hinter Christian Pravda und vor Ernst Oberaigner gewann er die Silbermedaille in der Abfahrt.
Im Sommer 1954 ging Strolz in die USA, wo er als Skilehrer tätig war, aber weiterhin auch an Rennen teilnahm. Bei den US-amerikanischen Meisterschaften 1955 in Stowe und beim Harriman Cup in Sun Valley konnte er die Abfahrt für sich entscheiden. Im nächsten Winter kehrte er wieder nach Europa zurück, erreichte aber keine Spitzenplätze und war daher (nach Verzicht; statt ihm kam Othmar Schneider zum Zug) bei den Olympischen Winterspielen nur als Ersatzmann und in dessen Folge als Vorläufer am Start. Nach den Spielen ging er wieder in die USA und fuhr dort noch weitere Rennen. 1957 erreichte er in einem Slalom in Québec seinen letzten Podestplatz, mit der Weltspitze konnte er aber nicht mehr mithalten. Daher verzichtete er im nächsten Winter auf Starts in Europa, da eine Qualifikation für die Weltmeisterschaften aussichtslos erschien, und er beendete seine Karriere.
Anfang der 1960er-Jahre kehrte Strolz wieder nach Lech zurück. Als gelernter Orthopädieschuhmacher übernahm er die Skischuh-Manufaktur seines Vaters und erweiterte sie. Das Unternehmen war mehrere Jahrzehnte Ausstatter des österreichischen und anderer Nationalteams.

## Erfolge

### Weltmeisterschaften
- Åre 1954: 2. Abfahrt